# Ісмаель Траоре
Ісмаель Траоре (фр. Ismaël Traoré, нар. 18 серпня 1986, Париж) — французький і івуарійський футболіст, захисник клубу «Мец» і національної збірної Кот-д'Івуару.

## Клубна кар'єра
У дорослому футболі дебютував 2006 року виступами за команду «Седан», в якій провів шість сезонів, взявши участь у 154 матчах чемпіонату.  Більшість часу, проведеного у складі «Седана», був основним гравцем захисту команди.
Своєю грою за цю команду привернув увагу представників тренерського штабу клубу «Брест», до складу якого приєднався 2012 року. Відіграв за команду з Бреста наступні три сезони своєї ігрової кар'єри. Граючи у складі «Бреста» також здебільшого виходив на поле в основному складі команди.
До складу клубу «Анже» приєднався 2015 року. Згодом став капітаном команди. Станом на 2 жовтня 2020 року відіграв за команду з Анже 156 матчів в національному чемпіонаті.

## Виступи за збірну
2012 року дебютував в офіційних матчах у складі національної збірної Кот-д'Івуару.
У складі збірної був учасником Кубка африканських націй 2013 року у ПАР та Кубка африканських націй 2019 року в Єгипті.